# Блок-Миримская, Ольга Ивановна
Ольга Ивановна Блок-Миримская (1 сентября 1954, Петрозаводск — 18 мая 2025, Москва) — советская и российская актриса театра и кино, народная артистка Российской Федерации (2006).

## Биография
Родилась 1 сентября 1954 года в Петрозаводске. Детство провела в Симферополе. В школе занималась гимнастикой, лёгкой атлетикой, плаванием и танцами. В возрасте восьми лет сыграла в фильме Бориса Долина «Слепая птица» девочку Олю.
После школы Ольга попыталась поступить в ЛГИТМиК, но неудачно. Вернувшись в Симферополь, поступила на режиссёрско-театральное отделение Крымского училища культуры. По окончании училища была приглашена в труппу Крымского украинского театра драмы и музыкальной комедии (ныне Академический музыкальный театр Республики Крым), где прослужила с 1975 по 1982 год, сыграв более тридцати ролей. За работу в Крыму Ольга Блок-Миримская признавалась лучшей актрисой года Украины и дважды награждалась премией Марии Заньковецкой.
В 1982 году Ольга Миримская родила дочь — Ангелину, а затем уехала в Москву.
В начале 80-х поступила и в 1988 году окончила ГИТИС (курс Э. А. Быстрицкой и А. В. Бурдонского). В одном из выпускных спектаклей играла Аркадину в чеховской «Чайке», где её увидел Олег Табаков. После окончания института, несмотря на благоприятные предложения, уехала в Симферополь к мужу и дочери. Спустя несколько лет вернулась в Москву по приглашению О. Табакова. С 1990 года служила в труппе Театра-студии под руководством Олега Табакова, где за более чем четверть века стала одной из ведущих актрис.
В 1996 году было присвоено звание заслуженной артистки Российской Федерации, в 2006 году — народной артистки России.
Скончалась 18 мая 2025 года от пневмонии на 71-м году жизни в Москве.

## Семья
- Муж — Владимир Моисеевич Миримский, архитектор.
- Дочь — актриса Ангелина Миримская (род. 1982). Внучка Алёша-Каприна Миримская (род. 2010), внук Север[9][10].
- Брат — актёр Александр Блок[9].

Однажды актриса публично пошутила, что приходится дальней родственницей поэту Александру Блоку, и эта информация закрепилась в публичном поле как факт.

## Признание и награды
- Народная артистка Российской Федерации (24 марта 2006) — за большие заслуги в области искусства[5].
- Заслуженная артистка Российской Федерации (12 сентября 1996) — за заслуги в области искусства[14].

## Творчество

### Роли в театре

#### Крымский театр драмы и комедии
- «Каменный гость» — Дона Анна
- «Зойкина квартира» Михаила Булгакова — Зоя Пельц
- «Любовь Яровая» Константина Тренёва — Любовь Яровая
- «За двумя зайцами» Михаила Старицкого — Проня Прокоповна

#### Московский театр Олега Табакова
- «Страсти по Бумбарашу» Юлия Кима — Софья Николаевна
- «Процесс при закрытых дверях» Фридриха Дюрренматта — Этель Риго
- «Звездный час по местному времени» Георгия Николаева — Валя
- «Идеальный муж» Оскара Уайльда — Леди Маркби
- «Старый квартал» Теннесси Уильямса — Миссис Уайлер
- «Матросская тишина» — Роза Гуревич
- «Псих» Александра Минчина — Анна Ивановна
- «На всякого мудреца довольно простоты» — Турусина
- «Анекдоты» — Авдотья Игнатьевна
- «Прощайте… и рукоплещите!» Алексея Богдановича — Теодора Медебак
- «От четверга до четверга» Альдо Де Бенедетти — Летиция Марленги
- «Синхрон» Томаса Хюрлимана[англ.] — Эльфи Гланц
- «Похождение, составленное…» — Коробочка[8]

### Роли в кино
- 1963 — Слепая птица — Оля
- 1981 — Карнавал — героиня иностранного фильма «Смерть у моря»
- 1995 — Какая чудная игра
- 1996 — Агапе
- 2001 — Аз и Ферт — Сваха
- 2001 — Любовь.ru
- 2001 — Праздник — Тётя Тамара
- 2004 — Бальзаковский возраст, или Все мужики сво…
- 2004 — Богиня: как я полюбила — Аглая
- 2004 — Время жестоких
- 2004 — Моя прекрасная няня — Шура, двоюродная сестра Вики
- 2005 — Право на любовь — Елизавета Андреевна
- 2005 — Я тебя обожаю… — Соседка Надя
- 2008 — Апостол — Мадам Роза
- 2008 — Дом Солнца — Мать Саши, Антонина Анатольевна

### Комментарии
1. ↑  По словам актрисы, переезжая в Москву, она предполагала, что это не надолго[10].